# Wilhelm Schröder (Autor)

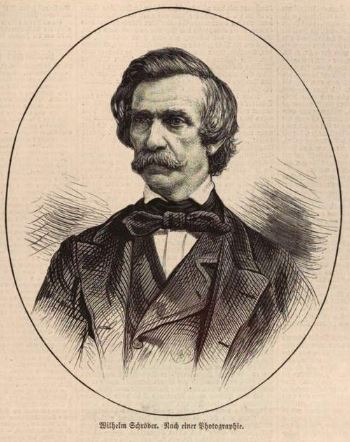
Wilhelm Schröder

Wilhelm Christian Schröder (auch: Willem Schröder; geboren 23. Juli 1808 in Oldendorf (Landkreis Stade); gestorben 4. Oktober 1878 in Leipzig) war ein niederdeutscher Schriftsteller und Zeitungsverleger. Er wurde vor allem durch seine Bearbeitung des niederdeutschen Volksmärchens Der Hase und der Igel bekannt.

## Leben und Wirken
Schröder war der Sohn eines Schulmeisters. Nach dem Besuch des Gymnasiums in Stade studierte er an der Universität Leipzig Philologie. 1830 wurde er Mitglied des Corps Neoborussia Leipzig. Sein Studium beendete er mit der Promotion zum Dr. phil. Zwischen 1837 und 1867 lebte er in Hannover, wo er im Jahre 1840 das Hannoversche Volksblatt gründete und herausgab. Darin publizierte er erstmals seine bekannte plattdeutsche Fabel vom Hasen und dem „Swinegel“.
Das Adreßbuch der königlichen Residenzstadt Hannover für 1843 verzeichnete „Schröder, W. C., Dr. ph.“ unter der Adresse Westwende 3, während sein Briefkasten jedoch im Parterre der Osterstraße 265 angebracht war. In seiner hannoverschen Zeit unterzeichnete Schröder später auch gern als „Schriftsteller und Hausbesitzer in der Vorstadt Glocksee“.
Wegen Schröders Parteinahme für Preußen im Jahre 1866 beim Deutschen Krieg zwischen Preußen und Österreich, bei dem das Königreich Hannover zunächst neutral blieb, wurde das „Hannoversche Volksblatt“ verboten und eingestellt. Nach der Annexion Hannovers durch Preußen zog Schröder im Jahre 1867 nach Berlin und von dort nach Leipzig, wo er im Jahre 1878 starb. Als politischer Autor übte er auch nach seiner Übersiedlung Kritik am Zeitgeschehen und publizierte weitere „Swinegel“-Satiren. In seinem Sterbejahr erschien das Buch De plattdütsche Bismarck.
Der Schauspieler und Schriftsteller Arnold Schröder (1849–1895) war ein Sohn von Wilhelm Schröder.

## Schröders „Swinegel“

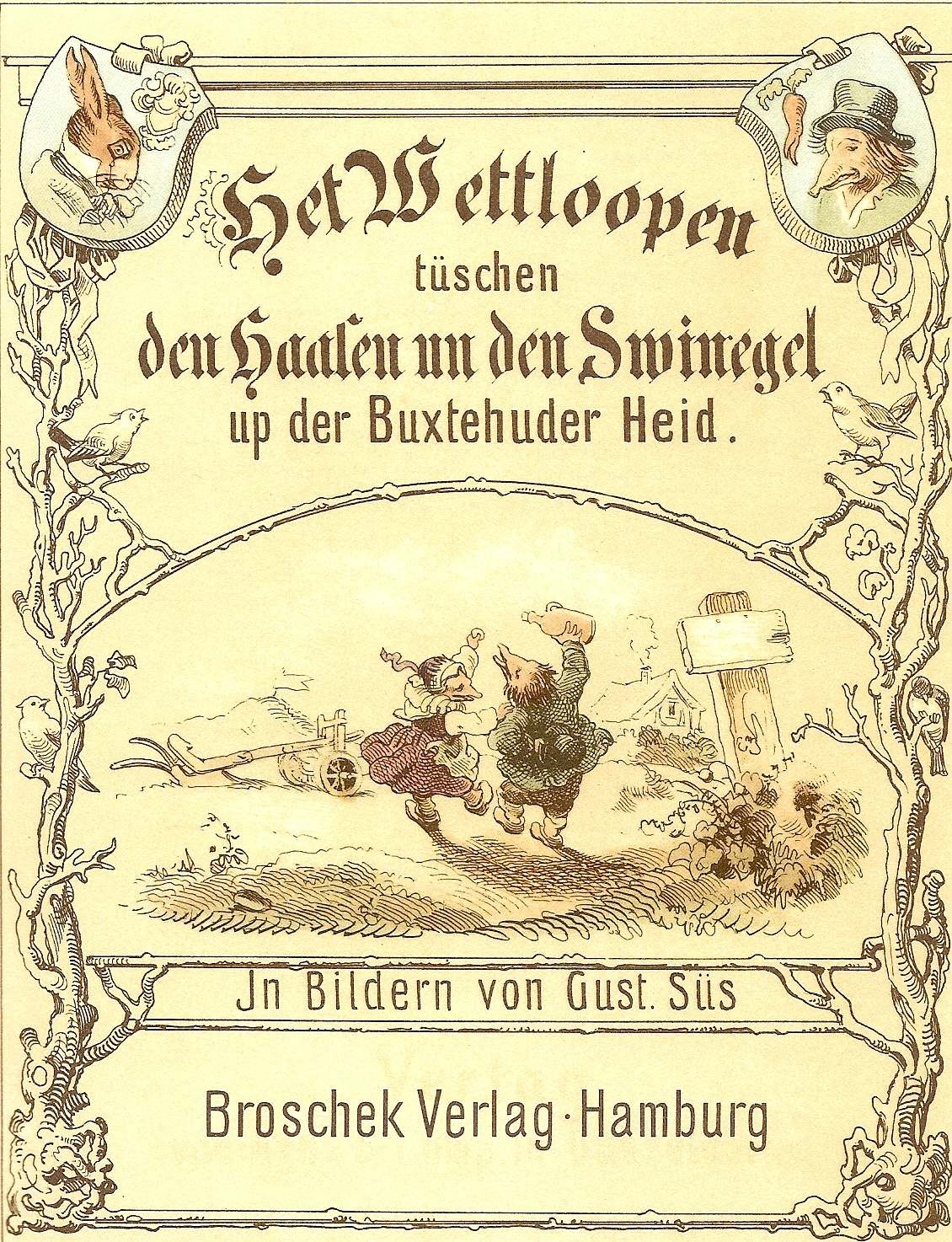
Titelblatt einer 1855 erschienenen Ausgabe mit den Illustrationen von Gustav Süs

Schröder wurde vor allem durch seine Bearbeitung der niederdeutschen Tierfabel Dat Wettlopen twischen den Haasen un den Swinegel op de lütje Haide bi Buxtehude (Der Wettlauf zwischen dem Hasen und dem Igel auf der kleinen Heide bei Buxtehude) bekannt. Im Gegensatz zur Originalüberlieferung verlegte er die Handlung von Bexhövede in das bekanntere Buxtehude. Er publizierte dieses sozialkritische Märchen zunächst in dem von ihm begründeten Hannoverschen Volksblatt in der Ausgabe vom 26. April 1840.
Im Jahre 1843 übernahmen die Brüder Grimm das Märchen in die 5. Auflage ihrer Kinder und Hausmärchen.
Schröder schrieb später weitere zeitkritische Erzählungen vom „Swinegel“, wie Swinegel’s Levensloep un Enne in’n Staate Muffrika (Swinegels Lebenslauf und Ende im Staate Muffrika), 1867 und Swinegels Reise nah Paris as Friedensstifter. Eene putzige plattdütsche Historje  (Swinegels Reise nach Paris als Friedensstifter. Eine putzige plattdeutsche Geschichte) aus dem Jahre 1869.

## Werke

### „Wettlopen twischen den Haasen un den Swinegel“, Ausgaben
- Hannoversche Sternschnuppen. Ein Werkchen aus den komischen Papieren des Hannoveraners Jocosus, I. Der Swinegel als Wettrenner oder Dat Wettlopen twischen den Haasen un den Swinegel op de lütje Haide bi Buxtehude, zum Druck befördert von Dr. W. Schröder, Hannover 1845

spätere Ausgaben
- De Wettlop twischen den Hasen un den Schwinegel up de Buxtehuder Haide, Dethleff, Rostock 1849 (8 S.)
- Dat Wettlopen twischen de Swinegel und de Haasen up de lütje Haide bi Buxtehude, Plattdeutsches Volksmärchen; im Anhang: De Bruutganter; Humoreske aus dem plattdeutschen Volksleben, verfasst von Wilhelm Schröder. Mit Holzschnitten und Zeichnungen von Ludwig Richter. Neue Ausgabe, „einzig rechtmäßige, vom Verf. selbveranstaltete Original-Ausgabe“, Schmorl & von Seefeld, Hannover 1868 (20 S.)
- Wilhelm Schröder, Johann Peter Theodor Lyser, De Schwinegel as Wettrenner, Ein plattdeutsches Märchen, „neu illustrirt und mit einem Nachwort versehen von J. P. T. Lyser“, Hoffmann und Campe, Hamburg 1853 (28 S.)

Adaptionen
- Het Wettloopen tüschen den Haasen un den Swinegel up der Buxtehuder Heid', in Bildern von Gustav Süs, Broschek Verlag Hamburg 1855, auch als Faksimile-Reprint erschienen. Weitere Ausgabe: Arnz Düsseldorf, ca. 1855.[7]

- Der Hase und der Igel, geschrieben und gezeichnet mit 17 Radierungen von Horst Janssen. Faksimile-Ausgabe mit dem niederdeutschen Text von Wilhelm Schröder als Beilage, Verlag Neske, Pfullingen 1973, ISBN 3-7885-0034-4

### Weitere Werke
- Album des Gutenberg-Festes zu Hannover im Jahre 1840, hrsg. von den Gebrüdern Jänicke, Hannover: Hahn, 1840, Digitalisat
- Swinegel’s Levensloep un Enne in’n Staate Muffrika. Hannover, 1867.
  - Swinegel’s Levensloep un Enne in’n Staate Muffrika, Eene putzige plattdt. Historie. Zweite Auflage. Schmorl & von Seefeld, Hannover 1868 (102 S.)
- Heidsnucken, Plattdüdsche spassige Gedichten und Geschichten. Hausfreund-Expedition, Berlin 1869
- Jan Peik de noorddütsche Spaßmaker, Sammlung plattdeutscher Humoresken, Schnurren, Gedichte, Sprüchwörter, mit 23 Holzschnitt-Illustrationen von Arnold Schröder. Verlag Janke, Berlin 1869, 216 S.
- Swinegels Reise nah Paris as Friedensstifter, Eene putzige plattdütsche Historje mit fiene Billers. Berlin 1869, 106 S.
  - Swinegels Reise nah Paris as Friedensstifter, Eene putzige plattdütsche Historje van Willem Schröder. Mit fiene Billers uutstaffert van Ludwig Löffler. 2. Auflage. Hausfreund-Expedition, Berlin 1870, 106 S.
- Haideland un Waterkant, plattdüdsche Geschichten un Gedichten. Reihe
  - Band 1, De Tambur van Waterloo, Eene Dorpgeschicht van’n Hannoverschen Jungen uut’r Lüneborger Haide. Berlin 1871 (117 S.)
  - Band 2, Hinnnerk Swinegel’s Lebensloop un Enne in’n Staate Muffrika. 3. Auflage. Lipperheide, Berlin 1871 (101 S.)
  - Band 3, Kasper Wullkop de Bremer Schippsjung, Siene Erlewnisse un Abentüer bi de eerste Nordpohl-Eckspeditschoon, sowie Schoolmesters Reis’ nah’r Arvschaft. Lipperheide, Berlin 1872 (91 S.)
  - Band 4, Snaken un Snurrens, Lipperheide, Berlin 1872.(105 S)., Darin noch einmal das Wettlopen twischen Swinegel un Haasen, sowie Bruutganter, Piepenbrinks Jagd u. a.
  - Band 5, Riemels un Döntjes, Lipperheide, Berlin 1872, 99 S.
- Plattdüdsche Leeder un Döntjes,. Reclams Universalbibliothek Heft 928, Leipzig 1877, 62 S.
- Festgrüße den Mitgliedern und Freunden des Plattdeutschen Vereins zu Leipzig, Dargebracht am 6. Jan. 1875 von Jürgen Friedrich Ahrens, Klaus Groth und Willem Schröder, Leipzig
- De plattdütsche Bismarck, Dat is Bismarck’s Leben un Dahten mit Döntjes un Riemels darto, vertellt van’n ollen Jäger in’n Lüneborger Haidbuuren-Klubb. Rutgeewen van Wilhelm Schröder, Spamer, Leipzig 1878, 192 S.

### Herausgeber
- Hannoversches Volksblatt, 1840–1866
- Die Vermählungsfeier Sr. Königl. Hoheit des Kronprinzen Georg von Hannover mit der Durchlauchtigsten Prinzessin Marie von Altenburg, Herzogin zu Sachsen. Nach authentischen Quellen bearbeitet und mit besonderer Allerhöchster und Höchster Genehmigung Sr. Majestät des Königs und Sr. Königlichen Hoheit des Kronprinzen / hrsg. von Dr. Wilhelm Schröder, Hannover: Druck und Verlag von August Ludwig Pockwitz, 1843; Digitalisat über Google-Bücher
- De Plattdüdsche Sprückwörder-Schatz, d.i. Dusend plattdüdsche Sprückwörders van A-Z, Ostfresische, Oldenburgische, Hannobersche, Holteensche, Mecklenbörgische u. A., En spaßig un lehrriek Book, heruutgewen van Willem Schröder. Reclams Universal-Bibliothek 493, Leipzig um 1874.